# Paul Bowles
Paul Frederic Bowles (Nova Iorque, 30 de Dezembro de 1910 - Tânger, 18 de Novembro de 1999) foi um escritor, compositor e viajante norte-americano.
Paul Bowles nasceu em Queens, Nova Iorque e estudou na Universidade da Virgínia durante um ano antes de partir na sua primeira viagem a Paris em 1929. De novo em Paris, em 1931, conviveu com Gertrude Stein e teve lições de composição com Aaron Copland, com quem empreendeu a sua primeira visita a Tânger (Marrocos), para onde se haveria de mudar definitivamente em 1947, seguido de sua mulher, a autora de teatro Jane Auer, com quem havia casado em 1938.
O suave ambiente do Norte de África, bem como a tolerância que então se vivia no que respeita a experiências (homo)sexuais e a utilização de drogas, parecem ter constituído um magnete e a sua casa de Tânger passaria a ser o centro de peregrinação da geração beat incluindo Allen Ginsberg, William S. Burroughs e Gregory Corso e também grandes nomes da literatura norte-americana como Truman Capote, Tennessee Williams e Gore Vidal.
Paul Bowles faleceu em 1999 em Tânger e, apesar de ter vivido cerca de 52 anos em Marrocos, foi enterrado em Lakemont, Nova Iorque.
De entre as suas obras mais conhecidas conta-se O céu que nos protege (The sheltering sky), adaptado ao cinema por Bernardo Bertolucci com o título Um Chá no Deserto em Portugal e O Céu que nos Protege no Brasil. No entanto Bowles foi um artista multifacetado, tendo escrito romances, contos, poemas e livros de viagens, tendo traduzido autores Marroquinos e transcrições de contos tradicionais de Marrocos recolhidos oralmente, e tendo composto várias peças para orquestra, piano, bailado e voz.
Em 2007 o Centro Cultural de Belém, em Lisboa, dedicou-lhe o ciclo "Um abrigo na Terra" onde foram executadas diversas obras musicais de Bowles, projectados filmes e feitas leituras do autor seguidos de debates e análise da obra. Também foram apresentadas simultaneamente uma exposição de capas originais dos seus livros e uma exposição de fotografias sobre o autor e sobre Tânger.